# فيكتور دريجا
فيكتور أنطونيو دريجا فيفاس ويُعرف اختصارا باسم فيكتور دريجا (بالإسبانية: Victor Drija) ولد في 16 كانون الثاني/يناير من العام 1985 في كاراكاس، وهو ممثل، مغني وراقص فنزويلي، وقد زادت شهرته بعد تجسيده لدور فيكتور رودريغيز في المسلسل الفنزويلي الذي عُرض سنة 2007 تحت عنوان Somos tú y Yo.

## السيرة الذاتية
ولد دريجا في مدينة كراكاس بفنزويلا، وهو من الراقصين المشهورين في هذه الدولة، كما أنه مصمم في شركة أنيتا فيفاس رفقة أنطونيو دريجا. وهو أيضا شقيق الراقص مسرح برودواي جورج أكرم.
خطواته الأولى في مجال الشهرة كانت على الشاشة الصغيرة من خلال ظهوره كمقدم لبرامج الأطفال الصغار على غرار برنامج مثل Ruta de las Mañanas الذي عُرض على تلفزيون آر سي، وكذلك برنامج Rugemanía الذي ثم بثه على فينيفيجن. وقد لقيت مهاراته في الراقص اهتمام الكثيرين، حيث أنه تعلم بسهولة، وحصل على عدد من الفرص لعرض قدراته الفنية خاصة في الحدث الذي شارك فيه في لوس بريميوس روندا وذلك بتشيكا عام 2001.
في عام 2000 سافر إلى الولايات المتحدة، وقام بالعديد من الأداءات لعل أشهرها العرض الذي قدمه في كنيسة نيويسترا نافيدا وذلك بمناسبة عيد الشكر في عام 2002. كما قدم ديريجا أيضا عروضا في المسرح مثل عرضي Celebremos La Vida وÉrase Una Vez، كما شارك في الأحداث الرياضية التي دارت رحاها في بريميوس فوكس، ثم بريميوس خوبينتود، وقد رافق العديد من الفنانين من قبيل غلوريا استيفان، أليخاندرو صانز، سين بانديرا، أولغا تانون، إيفي كوين، باولينا روبيو، أليكس سينتيك، أفينتورا، فرانكي، خوان لويس غيرا، وغيرهم.
أخذ ديريجا دروسا في الرقص مع ديف سكوت، براين جرين، تابيثا دومو، مارتي جاباوكيز، وشين سباركس بالإضافة إلى راقصين مشهورين آخرين متخصصين في فئه الهيب هوب.
عند عودته إلى فنزويلا، شارك ديريجا في دور البطولة إلى جانب شيريل روبيو في المسلسل التلفزيوني Somos tú y yo الذي ثم بثه على الشبكة الفنزويلية فينيفيجن، كما ثم بثه في دول أخرى، على غرار معظم الدول في جميع أنحاء أمريكا اللاتينية بعدما قامت بشراء حقوق العرض. ثم شارك فيكتور في وقت لاحق في الموسمين الثاني والثالث من مسلسل "Somos Tú y Yo"، وبالإضافة إلى دور البطولة فقد كان فيكتور المسؤول عن المفاهيم البصرية وتصميم الرقصات رفقة فنانين آخرين مثل شاينو و ناتشو فرانكو فضلا عن تنظيمه العديد من الأحداث الواسعت النطاق مثل ملكة جمال فنزويلا.

## الحياة الشخصية
دخل ديريجا في علاقة طويلة الأمد مع ملكة جمال فنزويلا عام 2011 بلانكا ألجيبس، والتي كان قد التقى بها في نفس المسابقة من نسخة عام 2012. وفي شباط/فبراير من العام 2017 قام بإطلاق فيديو كليب بعنوان «أنا أحبك» والذي سلط فيه الضوء على اللحظة التي التقى فيها ببلانكا.

## قائمة أفلامه
| العام     | السلسلة                     | الدور           | ملاحظات   |
| --------- | --------------------------- | --------------- | --------- |
| 2007-2008 | Somos tú y yo               | فيكتور رودريغيز | دور رئيسي |
| 2009      | Somos tú y yo: un nuevo dia | فيكتور رودريغيز | دور رئيسي |
| 2011-2012 | Natalia del Mar             | جيراردو مونكادا |           |

## روابط خارجية
- فيكتور دريجا على موقع IMDb (الإنجليزية)
- فيكتور دريجا على موقع ميوزك برينز (الإنجليزية)